# Vuk Vrhovac
Vuk Vrhovac (Srijemski Karlovci, 13. studenoga 1903. – Zagreb, 26. svibnja 1952.) bio je hrvatski liječnik, pionir dijabetologije i organizator domaće proizvodnje inzulina i jetrenih preparata.
Klasičnu gimnaziju pohađao je u svom rodnom mjestu i Zagrebu. Nakon završetka studija na medicinskom fakultetu u Zagrebu, 1933. i 1934. godine kao pitomac Rockefellerove zaklade boravi u Sjedinjenim Američkim Državama, Kanadi, Ujedinjenom Kraljevstvu, Švedskoj, Nizozemskoj, Njemačkoj i Austriji studirajući endokrinologiju i proizvodnju inzulina.
Radi na Sveučilištu u Torontu i Laboratoriju Connaught kod dr. Fredericka Bantinga (otkrivačem prvog svjetskog inzulina 1921. godine).
Također posjećuje Collipov Institut (Sveučilište McGill), Thorndike Memorial Laboratory (Harvard), Rockefellerov Institut u New Yorku, Carnegie Institute (Sveučilište Johns Hopkins) i ustanove u Washingtonu i Philadelphiji.
U Europi, radi na National Institute for Medical Research u Londonu i na Farmakoterapijskom institutu u Amsterdamu.
Na povratku u zemlju, radi na proizvodnji inzulina - koju je i osnovao. Bio je organizator i proizvođač prvog jugoslavenskog inzulina (1935. u sklopu Škole narodnog zdravlja i Centralnog higijenskog zavoda).  
Kasnije organizira širu državnu proizvodnju inzulina u sklopu PLIBAH-a (današnja Pliva). Inzulin je izoliran iz telećih žlijezda te potom kristaliziran (uz suradnju Miha Piantanide i biokemičarke Marijane Hermann 1939. godine). Lijek se pojavljuje na tržištu od 1940. godine pod imenom “Insulin-Zagreb” - biološki standardiziran po preporukama Liga naroda.
Bio je to uspjeh na svjetskim razmjerima jer je omogućio lokalnu skrb inzulinom umjesto tadašnjeg uvoza preparata iz Austrije i Danske.
Na projektu su radili i budući hrvatski nobelovci Lavoslav Ružička i Vladimir Prelog.

Iste te godine (1940.), osnovao je Savjetovalište za dijabetičare, prvo u ovom dijelu Europe, koji se kasnije pretvara u Centar za dijabetes. Temeljna zamisao bila je objedinjavanje kliničkog, znanstvenog i edukacijskog rada u istoj ustanovi kako bi se dijabetičkim bolesnicima mogla pružiti cjelokupna skrb. Bio je to prvi takav model u Europi, koji će kasnije biti baza "Hrvatskog modela" liječenja šećerne bolesti, međunarodno prihvaćenog od Svjetske zdravstvene organizacije kao hrvatskim proizvodom.
 "U današnje doba, kada medicina pruža tako sjajne mogućnosti za liječenje ove bolesti, pustiti jednog dijabetičara da živi i umre kao invalid samo zato što nema sredstava za liječenje, zbilja je prava društvena sramota koja se ničim ne da opravdati."
Od 1946. godine vodio je Zavod za kliničku endokrinologiju pri zagrebačkoj Klinici za unutrašnje bolesti.
Godine 1947. boravi u Švedskoj, Engleskoj, Danskoj, Švicarskoj i Nizozemskoj radi studija kliničke endokrinologije (pitomac Svjetske zdravstvene organizacije).
Bio je izvanredni profesor Medicinskog fakulteta u Zagrebu, dopisni član JAZU. Objavio je oko 20 znanstvenih radova, 14 popularno-medicinskih članaka, 3 popularno-medicinske knjige (Šećerna bolest i njezino liječenje, u 3 izdanja, Alkohol-nikotin i srce, Voće i voćne dijete u zdravlju i bolesti).
Član uredništva nizozemskog medicinskog časopisa „Excerpta medica”. Član britanskog „Royal Society of Medicine”.
Istaknuti predstavnik trezvenjačkog pokreta, još kao srednjoškolac organizirao je kolo Saveza trezvene mladeži u svojemu rodnom gradu. U Zagrebu osnovao je veći broj kola Saveza trezvene mladeži. Bio je glavni urednik lista Novi Život od 1929. do 1938. Držao je predavačke turneje o anti-alkoholizmu kroz gradove bivše Savske i Primorske banovine. Uredio i priredio Narodnu čitanku o alkoholu (Andrija Štampar, 1931.). Predaje u tečajevima za usavršavanje liječnika u Školi narodnog zdravlja.
Bavio se i prijevodima s njemačkog kao student (Anorganska kemija C. Oppenheimera, Socijalna kultura i Odgoj Volje F. W. Foerstera). 

## Spomen
- Njegovo ime nosi Sveučilišna klinika za dijabetes, endokrinologiju i bolesti metabolizma u Zagrebu, referentni centar za dijabetes u Republici Hrvatskoj i suradna ustanova Svjetske zdravstvene organizacije.
- 1991. godine „Hrvatski model“ zaštite bolesnika od šećerne bolesti službeno je prihvaćen od Svjetske zdravstvene organizacije kao jedinstven model u Europi, s Institutom Vuk Vrhovac kao referentnim centrom i modelom za uspostavu dijabetološke skrbi u drugim zemljama (doprinos dr. Zdenka Škrabala).[11][12]
- Ustanova je suosnivač Deklaracije svetog Vincenta u Italiji 1989. godine, izdavač znanstveno-medicinskog časopisa „Diabetologia Croatica” od 1972. godine.
- Povijesni razvijač metoda liječenja šećerne bolesti među zemljama u razvoju (Malta, Bangladeš, Palestina).[7]